# Claude-Marie-Paul Tharin
Pour les articles homonymes, voir Tharin.
Claude-Marie-Paul Tharin (24 octobre 1787 à Besançon - 14 juin 1843 à Strasbourg) a été le 95e évêque de Strasbourg. 

## Biographie
- 1819 : nommé vicaire général du diocèse de Besançon
- 1823 : nommé 95e évêque de Strasbourg
- 1827 : remplacé à la tête de l'évêché de Strasbourg par Le Pappe de Trévern. Il est alors nommé précepteur du duc de Bordeaux, petit-fils du roi Charles X.
- 1843 : décède à l'âge de 55 ans.

Tharin crut, après 1830, à l'authenticité d'un prétendu Louis XVII, le baron de Richemont.

## Compléments

### Wikisource
- Louis-Gabriel Michaud, « Tharin (Claude-Marie-Paul) », Biographie universelle ancienne et moderne, vol. 84e, Paris, 1811, 1er éd.chez Michaud frères, 1857 (lire en ligne), p. 4-8
- Joseph-Marie Quérard, « Tharin (Joseph) », La France littéraire ou dictionnaire bibliographique, t. 9e, chez Firmin Didot frères, libraires, 1838 (lire en ligne), p. 390.